# ماکسیمیلیان یوزف
ماکسیمیلیان یکم یا ماکسیمیلیان یوزف (زادهٔ ۲۷ مهٔ ۱۷۵۶- مرگ ۱۳ اکتبر ۱۸۲۵) پادشاه بایرن از سال ۱۸۰۶ تا زمان مرگش با نام کامل ماکسیمیلیان ماریا میشائل یوهان باپتیست فرانتس دو پاولا یوزف کاسپار ایگناتیوس نپوموک(به آلمانی: Maximilian I. Maria Michael Johann Baptist Franz de Paula Joseph Kaspar Ignatius Nepomuk) بود.
او پیش از پادشاهی دوک تسوایبروکن و یکی از امرای انتخاباتی بایرن بود.